# Champions Trophy vrouwen 2010
De 18de editie van de Champions Trophy hockey werd gehouden van 10 juli tot en met 19 juli 2010 in Nottingham, Engeland. De deelnemers waren het gastland, de regerend olympisch kampioen (2008), de regerend wereldkampioen (2006) en de winnaar van de vorige Champions Trophy. Daarnaast deed ook de laatste winnaar van de Champions Challenge mee. Het deelnemersveld werd aangevuld met de beste landen van de laatste Olympische Spelen.

## Geplaatste landen
- Argentinië (winnaar Champions Trophy 2009)
- China (nr. 2 laatste Olympische Spelen)
- Duitsland (nr. 4 laatste Olympische Spelen)
- Engeland (gastland)
- Nederland (wereldkampioen, olympisch kampioen)
- Nieuw-Zeeland (winnaar Champions Challenge 2009)

## Selecties

### Argentinië
- ( 1.) Belén Succi
- ( 2.) Mariana Rossi
- ( 4.) Rosario Luchetti
- ( 5.) Macarena Rodríguez
- ( 7.) Alejandra Gulla
- ( 8.) Luciana Aymar 
- (10.) Soledad García

- (11.) Carla Rebecchi
- (12.) Delfina Merino
- (13.) María Laura Aladro
- (18.) Daniela Sruoga
- (19.) Mariné Russo
- (21.) Mariela Scarone
- (24.) Claudia Burkart

- (25.) Silvina D'Elia
- (26.) Giselle Kañevsky
- (27.) Noel Barrionuevo
- (30.) Josefina Srouga

- Bondscoach

Carlos Retegui

### China
- ( 1.) Ma Yibo
- ( 3.) Huang Xuejiao
- ( 5.) Ma Wei
- ( 6.) Sun Sinan
- ( 8.) Fu Baorong 
- ( 9.) Li Shuang
- (10.) Gao Lihua

- (11.) Wang Zhishuang
- (13.) Sun Zhen
- (16.) Zhang Yimeng
- (18.) Ren Ye
- (19.) Hung Ting
- (21.) Zhao Yudiao
- (22.) Song Qingling

- (23.) De Jiaojiao
- (25.) Xu Xiaoxu
- (29.) Zhang Lang
- (30.) Li Dongxiao

- Bondscoach

Kim Sang-Ryul

### Duitsland
- ( 2.) Tina Bachmann 
- ( 4.) Mandy Hasse
- ( 7.) Natascha Keller
- (10.) Nina Hasselmann
- (11.) Eileen Hoffmann
- (12.) Lydia Hasse
- (13.) Katharina Otte

- (15.) Hannah Krueger
- (17.) Barbara Vogel
- (19.) Jennifer Plass
- (20.) Lena Andersch
- (24.) Maike Stöckel
- (25.) Janne Müller-Wieland
- (26.) Celina Wilde

- (28.) Julia Müller
- (29.) Lina Geyer
- (30.) Christina Schuetze
- (32.) Kristina Reynolds

- Bondscoach

Michael Behrmann

### Engeland
- ( 1.) Beth Storry
- ( 4.) Laura Unsworth
- ( 5.) Crista Cullen
- ( 6.) Hannah Macleod
- ( 8.) Helen Richardson
- ( 9.) Natalie Seymour
- ( 10.) Susie Gilbert

- (11.) Kate Walsh 
- (12.) Chloe Rogers
- (13.) Kerry Williams
- (15.) Alex Danson
- (16.) Katie Long
- (18.) Georgie Twigg
- (19.) Charlotte Craddock

- (22.) Ashleigh Ball
- (23.) Sally Walton
- (28.) Nicola White
- (29.) Gemma Ible

- Bondscoach

Danny Kerry

### Nederland
- ( 1.) Floortje Engels
- ( 8.) Marieke Mattheussens
- ( 9.) Wieke Dijkstra
- (10.) Kelly Jonker
- (11.) Maartje Goderie
- (12.) Lidewij Welten
- (13.) Minke Smeets-Smabers

- (15.) Janneke Schopman
- (17.) Maartje Paumen
- (18.) Naomi van As
- (20.) Inge Vermeulen
- (21.) Sophie Polkamp
- (22.) Joyce Sombroek
- (23.) Kim Lammers

- (24.) Eva de Goede
- (25.) Vera Vorstenbosch
- (26.) Michelle van der Pols
- (27.) Marilyn Agliotti

- Bondscoach

Herman Kruis

### Nieuw-Zeeland
- ( 2.) Emily Naylor
- ( 3.) Kristal Forgesson
- ( 5.) Katie Glynn
- ( 7.) Piki Hamahona
- (11.) Stacey Carr
- (15.) Beth Jurgeleit
- (16.) Clarissa Eshuis

- (17.) Lucy Talbot
- (20.) Samantha Harrison
- (22.) Gemma Flynn
- (23.) Anna Thorpe
- (24.) Laura Douglas
- (25.) Kate Mahon
- (26.) Natasha Fitsimons

- (28.) Charlotte Harrison
- (30.) Bianca Russell
- (31.) Stacy Michelson
- (32.) Anita Punt

- Bondscoach

Mark Hager

## Scheidsrechters
- Frances Block
- Elena Eskina
- Amy Hassick
- Maria Soledad Iparraguirre

- Michelle Joubert
- Lee Keum-Ju
- Miao Lin
- Lisa Roach

## Voorronde
| 10 juli 2010 11:05 |       |                                         |                                                                                    |
| China              | 1 – 2 | Duitsland                               | Highfield Sport Club Scheidsrechters: Lee Keum-Ju (KOR) Soledad Iparraguirre (ARG) |
| Xu Xiaoxu 9'       |       | 17' Eileen Hoffmann 54' Eileen Hoffmann | Highfield Sport Club Scheidsrechters: Lee Keum-Ju (KOR) Soledad Iparraguirre (ARG) |

| 10 juli 2010 |       |           |  |
| China        | 1 – 2 | Duitsland |  |
|              |       |           |  |

| 10 juli 2010 |       |          |  |
| Argentinië   | 1 – 2 | Engeland |  |
|              |       |          |  |

| 10 juli 2010 |       |               |  |
| Nederland    | 3 – 1 | Nieuw-Zeeland |  |
|              |       |               |  |

| 11 juli 2010 |       |            |  |
| Duitsland    | 2 – 2 | Argentinië |  |
|              |       |            |  |

| 11 juli 2010 |       |           |  |
| Engeland     | 0 – 3 | Nederland |  |
|              |       |           |  |

| 11 juli 2010  |       |       |  |
| Nieuw-Zeeland | 1 – 3 | China |  |
|               |       |       |  |

| 13 juli 2010 11:05                                                           |       |               |                                                                                 |
| Argentinië                                                                   | 4 – 0 | Nieuw-Zeeland | Highfield Sport Club Scheidsrechters: Michelle Joubert (RSA) Elena Eskina (RUS) |
| Delfina Merino 42' Noel Barrionuevo 54' Luciana Aymar 65' Daniele Sruoga 68' |       |               | Highfield Sport Club Scheidsrechters: Michelle Joubert (RSA) Elena Eskina (RUS) |

| 13 juli 2010 |       |           |  |
| Engeland     | 2 – 1 | Duitsland |  |
|              |       |           |  |

| 13 juli 2010 |       |       |  |
| Nederland    | 2 – 1 | China |  |
|              |       |       |  |

| 15 juli 2010 |       |               |  |
| Duitsland    | 5 – 2 | Nieuw-Zeeland |  |
|              |       |               |  |

| 15 juli 2010 |       |          |  |
| China        | 1 – 2 | Engeland |  |
|              |       |          |  |

| 15 juli 2010 |       |           |  |
| Argentinië   | 4 – 2 | Nederland |  |
|              |       |           |  |

| 17 juli 2010 |       |           |  |
| Nederland    | 1 – 0 | Duitsland |  |
|              |       |           |  |

| 17 juli 2010  |       |          |  |
| Nieuw-Zeeland | 2 – 2 | Engeland |  |
|               |       |          |  |

| 17 juli 2010 |       |            |  |
| China        | 3 – 4 | Argentinië |  |
|              |       |            |  |

## Eindstand voorronde
| № | Land          | WG | W | G | V | DV | DT | +/– | Punten |
| - | ------------- | -- | - | - | - | -- | -- | --- | ------ |
| 1 | Nederland     | 5  | 4 | 0 | 1 | 11 | 6  | +5  | 12     |
| 2 | Argentinië    | 5  | 3 | 1 | 1 | 15 | 9  | +6  | 10     |
| 3 | Engeland      | 5  | 3 | 1 | 1 | 8  | 8  | 0   | 10     |
| 4 | Duitsland     | 5  | 2 | 1 | 2 | 10 | 8  | +2  | 7      |
| 5 | China         | 5  | 1 | 0 | 4 | 9  | 11 | –2  | 3      |
| 6 | Nieuw-Zeeland | 5  | 0 | 1 | 4 | 6  | 17 | –11 | 1      |

## Finales
| 18 juli 2010 |       |               |  |
| China        | 3 – 4 | Nieuw-Zeeland |  |
|              |       |               |  |

| 18 juli 2010 |       |           |  |
| Engeland     | 2 – 1 | Duitsland |  |
|              |       |           |  |

| 18 juli 2010 |       |            |  |
| Nederland    | 2 – 4 | Argentinië |  |
|              |       |            |  |

## Eindstand
1. Argentinië
2. Nederland
3. Engeland
4. Duitsland
5. Nieuw-Zeeland
6. China

## Topscorers
- In onderstaand overzicht zijn alleen de speelsters opgenomen met drie of meer treffers achter hun naam.

| № | Naam             | Land       | Goals | SC | SB |
| - | ---------------- | ---------- | ----- | -- | -- |
| 1 | Noel Barrionuevo | Argentinië | 8     |    |    |
| 2 | Fu Baorong       | China      | 4     |    |    |
|   | Eileen Hoffmann  | Duitsland  | 4     |    |    |
|   | Maartje Paumen   | Nederland  | 4     |    |    |
| 5 | Ma Yibo          | China      | 3     |    |    |
|   | Helen Richardson | Engeland   | 3     |    |    |
|   | Natascha Keller  | Duitsland  | 3     |    |    |

## Ereprijzen
| Topscorer        | Beste speelster | Beste keepster |
| ---------------- | --------------- | -------------- |
| Noel Barrionuevo | Luciana Aymar   | Beth Storry    |

Mannen:
Lahore 1978 ·
Karachi 1980 ·
Karachi 1981 ·
Amstelveen 1982 ·
Karachi 1983 ·
Karachi 1984 ·
Perth 1985 ·
Karachi 1986 ·
Amstelveen 1987 ·
Lahore 1988 ·
Berlijn 1989 ·
Melbourne 1990 ·
Berlijn 1991 ·
Karachi 1992 ·
Kuala Lumpur 1993 ·
Lahore 1994 ·
Berlijn 1995 ·
Chennai 1996 ·
Adelaide 1997 ·
Lahore 1998 ·
Brisbane 1999 ·
Amstelveen 2000 ·
Rotterdam 2001 ·
Keulen 2002 ·
Amstelveen 2003 ·
Lahore 2004 ·
Chennai 2005 ·
Barcelona 2006 ·
Kuala Lumpur 2007 ·
Rotterdam 2008 ·
Melbourne 2009 ·
Mönchengladbach 2010 ·
Auckland 2011 ·
Melbourne 2012 ·
Bhubaneswar 2014 ·
Londen 2016 ·
Breda 2018
Vrouwen:
Amstelveen 1987 ·
Frankfurt 1989 ·
Berlijn 1991 ·
Amstelveen 1993 ·
Mar del Plata 1995 ·
Berlijn 1997 ·
Brisbane 1999 ·
Amstelveen 2000 ·
Amstelveen 2001 ·
Macau 2002 ·
Sydney 2003 ·
Rosario 2004 ·
Canberra 2005 ·
Amstelveen 2006 ·
Quilmes 2007 ·
Mönchengladbach 2008 ·
Melbourne 2009 ·
Nottingham 2010 ·
Amstelveen 2011 ·
Rosario 2012 ·
Mendoza 2014 ·
Londen 2016 ·
Changzhou 2018